# Igreja de San Matteo (Tortona)
San Matteo é uma igreja católica romana em estilo barroco, localizada em Tortona, província de Alexandria, região de Piemonte, Itália. 

## História
A igreja foi construída no século XII pela ordem dos Cônegos Regulares Lateranenses da Cruz de Mortara, e reconstruída pela Ordem dos Pregadores no final do século XVII. 
Passou para a Ordem da Cruz. A mais recente reconstrução ocorreu em 1961. O interior abriga a tela do século XIII da Madonna col Bambino por Bernabé de Módena.